# Isperich
Isperich – miasto i gmina w północno-wschodniej Bułgarii, w obwodzie Razgrad.
Tu urodziła się 4 marca 1958 roku Emel Etem Toszkowa, bułgarska polityk, obecna wicepremier.